# Kanton Migné-Auxances
Migné-Auxances is een kanton van het Franse departement Vienne. Het kanton maakt deel uit van het arrondissement Poitiers .
In 2020 telde het 25.693 inwoners.

Het kanton werd gevormd ingevolge het decreet van 26 februari 2014 met uitwerking op 22 maart 2015, met Migné-Auxances als hoofdplaats.

## Gemeenten
Het kanton omvatte 19 gemeenten bij zijn oprichting.
Op 1 januari 2017 werden de gemeenten Champigny-le-Sec en Le Rochereau  samengevoegd tot de fusiegemeente (commune nouvelle)  Champigny en Rochereau. Het decreet van 5 maart 2020 draagt de deelgemeente Le Rochereau over naar het kanton Migné-Auxances waar Champigny-le-Sec al toe behoorde.

Op 1 januari 2017 werden de gemeenten Blaslay, Charrais, Cheneché, en Vendeuvre-du-Poitou samengevoegd tot de fusiegemeente (commune nouvelle)  Saint-Martin-la-Pallu. Op 1 januari 2019 werd daar nog de gemeente Varennes aan toegevoegd. Het decreet van 5 maart 2020 draagt de deelgemeenten Blaslay, Charrais, Cheneché en Varennes over naar het kanton Jaunay-Marigny waar Vendeuvre-du-Poitou al toe behoorde.
Sindsdien omvat het kanton volgende 15 gemeenten: 
- Amberre
- Avanton
- Champigny en Rochereau
- Cherves
- Cissé
- Cuhon
- Maisonneuve
- Massognes
- Migné-Auxances
- Mirebeau
- Neuville-de-Poitou
- Thurageau
- Villiers
- Vouzailles
- Yversay